# Cementerio General de Oruro
El Cementerio General de Oruro es un cementerio público ubicado en la zona noroeste de la ciudad de Oruro, Bolivia.

## Historia
Los registros indican que su funcionamiento regular se inició en 1886. Previa a esta instauración en la época colonial los enterramientos se realizaban en camposantos contiguos a los templos y en la época prehispánica en chullpares y otras edificaciones ceremoniales de las que existen muchas en el Departamento de Oruro.Entre los tipos d esepulturas podemos encontrar bóvedas subterráneas, sarcófagos de piso alto, bajo y medio,  monumentos, sepulturas en tierra y  capillas familiares.

## Características
Hasta 2015 el cementerio albergaba las sepulturas de 11359 personas. La configuración y estructura del cementerio corresponde a diferentes etapas de construcción e incluye diferentes estilos. El trazado presenta vías peatonales de diferentes materialidades que conectan pabellones grupales denominados cuarteles, así como mausoleos familiares, personales y homenajes a personajes destacados.Entre lospersonajes destacados que se hallan sepultados en este espacio se encuentran:
- Fray Carlos Felipe Beltrán
- Zenón Dalence
- Ildefonso Murguía
- Gumercindo Bustillo
- Rufino Carrasco
- Francisco Velasco
- Rodolfo Soria Galvarro
- Mario Calvo
- Luis Bullaín Rengel
- Josermo Murillo Vacarreza
- José Encinas Nieto
- José Víctor Zaconeta
- Luis Mendizábal Santa Cruz
- Marcos Beltrán Ávila
- Pantaleón Dalence

## Ritos funerarios y tanatoturismo
En el cementerio general de Oruro se desarrollan diferentes festividades relacionadas con la muerte y las relaciones de los habitantes locales con la memoria de  los difuntos, como las relacionadas con la Fiesta de Todos los Santos. la Municipalidad organiza un recorrido cultural en el cementerio con una visita guiada por las sepulturas de los personajes históricos.